# Clemens August Hoffsümmer
Clemens August Hoffsümmer (* 30. Oktober 1836 in Friedenau; † 19. Juli 1916 in Horrem) war ein deutscher Papierfabrikant und Politiker.

## Leben
Hoffsümmer war der Sohn des Fabrikverwalters Mathias Hoffsümmer (* 1800 in Niederau; † 16. Juni 1851 in Friedenau) und dessen Ehefrau Anna Gertrudis geborene Kuck (* 27. Februar 1807 in Niederau; † 12. November 1843 in Friedenau). Er war katholisch und heiratete am 13. September 1873 in Düren Sibilla Hellekessel (* 9. März 1852 in Düren; † 21. März 1884 ebenda).
Hoffsümmer war 1848 Fabrikaufseher in Krauthausen. 1863 wird er als Papierfabrikmeister genannt. Am 1. Juli 1965 bildete er gemeinsam mit Carl und Gustav Hoffsümmer eine Papierfabrik in Düren. Die Gebr. Hoffsümmer Spezialpapier GmbH & Co. KG bestand bis 2023 in Düren. Von 1883 bis 1888 war er Mitglied des Rheinischen Provinzial-Landtages für den Stand der Städte und die Städte Düren, Gemünd, Stolber, Burtscheid und Schleiden.